# Collines Isère Nord Communauté
Die Collines Isère Nord Communauté (inoffizielles Akronym: Coll'in Communauté) ist ein französischer Gemeindeverband mit Rechtsform einer Communauté de communes im Département Isère, dessen Verwaltungssitz sich in dem Ort Heyrieux befindet. Dieser liegt etwa 20 km südöstlich von Lyon am Nordwestrand des Département Isère und der historischen Region Dauphiné. Die „Hügel“ (frz.: collines) im Namen beziehen sich auf die sanften Erhebungen, die südlich der Ebene von Lyon die Landschaft prägen. Der Gemeindeverband besteht aus zehn Gemeinden auf einer Fläche von 138,0 km2. Präsident des Gemeindeverbandes ist René Poretta (parteilos).

## Geschichte
Der Gemeindeverband wurde Ende 2001 geschaffen und umfasste zuerst sieben Mitgliedsgemeinden. Später stießen die Gemeinden Bonnefamille, Roche (beide 2007) sowie Diémoz (2012) hinzu.
Am 18. November 2021 beschlossen die Mitglieder des Rats des Gemeindeverbands einstimmig die Änderung des bisherigen Namens Communauté de communes des Collines du Nord Dauphiné auf den aktuellen Namen.

## Aufgaben
Zu den vorgeschriebenen Kompetenzen gehören die Entwicklung und Förderung wirtschaftlicher Aktivitäten und die Raumplanung auf Basis eines Schéma de Cohérence Territoriale. Der Gemeindeverband betreibt die Müllabfuhr und -entsorgung. Zusätzlich fördert der Verband Kulturveranstaltungen und bestimmt die Wohnungsbaupolitik.

## Mitgliedsgemeinden
Folgende 10 Gemeinden gehören der Collines Isère Nord Communauté an:
| Gemeinde                       | Einwohner 1. Januar 2022 | Fläche km² | Dichte Einw./km² | Code INSEE | Postleitzahl |
| ------------------------------ | ------------------------ | ---------- | ---------------- | ---------- | ------------ |
| Bonnefamille                   | 1.094                    | 9,43       | 116              | 38048      | 38090        |
| Charantonnay                   | 1.993                    | 11,00      | 181              | 38081      | 38790        |
| Diémoz                         | 2.915                    | 13,72      | 212              | 38144      | 38790        |
| Grenay                         | 1.632                    | 7,20       | 227              | 38184      | 38540        |
| Heyrieux                       | 4.824                    | 13,95      | 346              | 38189      | 38540        |
| Oytier-Saint-Oblas             | 1.733                    | 14,30      | 121              | 38288      | 38780        |
| Roche                          | 2.189                    | 20,14      | 109              | 38339      | 38090        |
| Saint-Georges-d’Espéranche     | 3.500                    | 24,65      | 142              | 38389      | 38790        |
| Saint-Just-Chaleyssin          | 2.678                    | 13,95      | 192              | 38408      | 38540        |
| Valencin                       | 2.897                    | 9,63       | 301              | 38519      | 38540        |
| Collines Isère Nord Communauté | 25.455                   | 137,97     | 184              | –          | –            |